# Synopeas dentiscutellaris
Synopeas dentiscutellaris är en stekelart som först beskrevs av Szabó 1979.  Synopeas dentiscutellaris ingår i släktet Synopeas och familjen gallmyggesteklar. Inga underarter finns listade i Catalogue of Life.